# Elecciones generales de Irlanda de 2024
Las elecciones generales irlandesas de 2024 se celebraron el viernes 29 de noviembre de 2024, donde eligieron al 34° Dáil Éireann después de la disolución del mismo el 8 de noviembre por el presidente Michael D. Higgins a petición del Taoiseach Simon Harris. Se elegirán un total de 174 Teachta Dála (TDs) a través de circunscripciones de entre 3 y 5 escaños. Bajo la Ley Electoral (Enmienda) de 2023, el número de TDs aumentó de 160, con un aumento en el número de circunscripciones de 39 a 43. Por consiguiente, este fue el Dáil Éireann más grande de la historia del país.

## Antecedentes

### Convocatoria
Durante la mayor parte de 2024, muchos expertos creían que era probable unas elecciones de otoño; los líderes de la coalición dijeron repetidamente que les gustaría que el gobierno completara su mandato completo, pero que estaban abiertos a una elección anticipada si las circunstancias lo proveían. Las encuestas realizadas en octubre de 2024 indicaron que la mayoría del público apoyaba unas elecciones anticipadas que se celebrarían en noviembre del mismo año.
Tras el anuncio el 1 de octubre de 2024 del presupuesto de 2025, comenzó la especulación seria de que se convocarían elecciones para noviembre o diciembre. A finales de octubre, Simon Harris dijo que esperaba que las elecciones se celebraran antes de finales de 2024.  El 6 de noviembre, Harris confirmó que buscaría una disolución del parlamento el 8 de noviembre. Dos días después, le pidió al presidente que disolviera el Dáil Éireann. Más tarde ese día, Darragh O'Brien, el ministro de Vivienda, Gobierno Local y Patrimonio, firmó la orden para que las elecciones se celebraran el 29 de noviembre de 2024 y comenzó una campaña electoral de tres semanas.

### Revisión de las circunscripciones
En agosto de 2023, la Comisión Electoral propuso un tamaño del Dáil Éireann de 174 Teachta Dála para ser elegidos en 43 circunscripciones, un aumento de 14 TD y cuatro circunscripciones. Esta fue la primera revisión de las circunscripciones realizada por la Comisión establecida en virtud de la Ley de Reforma Electoral de 2022. Este sería el tamaño más grande del Dáil en la historia del Estado, superando el número anterior de 166 TD de 1981 a 2016. La Ley Electoral (Enmienda) de 2023 implementó las recomendaciones de la comisión.
Los resultados preliminares del censo de 2022 mostraron una población de más de 5,1 millones, que requería un tamaño mínimo del Dáil de 171 TD. La Comisión estaba obligada por ley a recomendar un tamaño del Dáil de entre 171 y 181 TD. Este rango refleja el crecimiento de la población del Estado y el requisito del artículo 16.6.2° de la Constitución de Irlanda de que haya un TD elegido por no menos de cada 20.000 y no más de cada 30.000 habitantes.

## Sistema electoral
Bajo el sistema de representación proporcional por medio del voto único transferible, cada votante puede marcar a todos los candidatos en orden de preferencia. La cuota se determina en el primer recuento en cada circunscripción dividiendo el número de votos válidos por uno más que el número de escaños (por lo tanto, la cuota es del 25% en una circunscripción de tres escaños, del 20% en una circunscripción de cuatro escaños y del 16,67% en una circunscripción de cinco escaños).
Cualquier candidato que alcance o supere la cuota es elegido. Si menos candidatos alcanzan la cuota que el número de escaños a cubrir, el último candidato se elimina del recuento y las siguientes preferencias disponibles en esas papeletas se redistribuyen hasta que se elija un candidato. Si dicho candidato ahora tiene más votos que la cuota, su excedente se distribuye a los candidatos restantes en orden de clasificación en las boletas electorales. Esto se repite hasta que suficientes candidatos hayan pasado la cuota para llenar los puestos disponibles, o cuando queda un escaño por cubrir en una circunscripción y ningún candidato es capaz de alcanzar una cuota, ya que no queda nadie para eliminar para una distribución, entonces el candidato del lugar más alto sin una cuota se considera elegido.

## Candidaturas
A continuación se muestra una lista de los partidos y alianzas electorales. Las candidaturas aparecen enumeradas en orden descendente de escaños obtenidos en las anteriores elecciones. A su vez, los partidos, federaciones, coaliciones y agrupaciones que conforman el gobierno en el momento de las elecciones están sombreados en verde claro:
|  | 22.2 % |

|  | 24.5 % |

|  | 20.9 % |

|  | 7.1 % |

|  | 4.4 % |

|  | 2.9 % |

|  | 2.6 % |

|  | 1.9 % |

|  | 0.4 % |

|  | 0.9 % |

|  | 12.21 % |

## Encuestas

Gráfico de las encuestas de opinión realizadas. Las líneas de tendencia representan regresiones locales.

### Encuestas desde septiembre de 2024
| Fecha           | Encuestadora                      | Muestra         | SF          | FF                                 | FG    | GP   | Lab  | SD   | PBP/S | Aon | II  | Otros | Diferencia |     |     |     |      |     |
| --------------- | --------------------------------- | --------------- | ----------- | ---------------------------------- | ----- | ---- | ---- | ---- | ----- | --- | --- | ----- | ---------- | --- | --- | --- | ---- | --- |
| Fecha           | Encuestadora                      | Muestra         | 29 Nov 2024 | Ipsos MRBI/RTÉ/Irish Times/TG4/TCD | 5,018 | 21.1 | 19.5 | 21.0 | 4.0   | 5.0 | 5.8 | Otros | Diferencia | 3.1 | 3.6 | 2.2 | 14.6 | 0.1 |
| 26 Nov 2024     | Red C/Business Post               | 1,004           | 20          | 21                                 | 20    | 4    | 4    | 6    | 2     | 4   | 4   | 15    | 1          |     |     |     |      |     |
| 23 Nov 2024     | Ipsos B&A/Irish Times             | 1,200           | 20          | 21                                 | 19    | 4    | 4    | 6    | 3     | 3   | –   | 17    | 1          |     |     |     |      |     |
| 23 Nov 2024     | Ireland Thinks/Sunday Independent | 1,420           | 20          | 20                                 | 22    | 3    | 4    | 5    | 2     | 5   | –   | 19    | 2          |     |     |     |      |     |
| 16 Nov 2024     | Opinions/The Sunday Times         | 1,000           | 18          | 20                                 | 23    | 4    | 4    | 6    | 2     | 2   | –   | 21    | 3          |     |     |     |      |     |
| 13 Nov 2024     | Ipsos B&A/Irish Times             | 1,200           | 19          | 19                                 | 25    | 3    | 5    | 4    | 2     | 3   | –   | 20    | 6          |     |     |     |      |     |
| 9 Nov 2024      | Red C/Business Post               | 1,208           | 18          | 21                                 | 22    | 4    | 3    | 6    | 2     | 5   | 3   | 16    | 1          |     |     |     |      |     |
| 2 Nov 2024      | Ireland Thinks/Sunday Independent | 1,832           | 18          | 20                                 | 26    | 4    | 4    | 6    | 2     | 3   | –   | 16    | 6          |     |     |     |      |     |
| 23 Oct 2024     | Red C/Business Post               | 1,003           | 17          | 21                                 | 22    | 3    | 4    | 5    | 3     | 3   | 5   | 15    | 1          |     |     |     |      |     |
| 16 Oct 2024     | Opinions/The Sunday Times         | 1,005           | 16          | 19                                 | 24    | 4    | 5    | 5    | 3     | 2   | –   | 22    | 5          |     |     |     |      |     |
| 4 Oct 2024      | Ireland Thinks/Sunday Independent | 1,413           | 19          | 19                                 | 26    | 4    | 5    | 6    | 2     | 4   | –   | 16    | 7          |     |     |     |      |     |
| 19 Sep 2024     | Opinions/The Sunday Times         | 1,000           | 18          | 20                                 | 24    | 4    | 4    | 5    | 3     | 2   | –   | 20    | 4          |     |     |     |      |     |
| 17 Sep 2024     | Ipsos B&A/Irish Times             | 1,200           | 20          | 19                                 | 27    | 5    | 6    | 4    | 2     | 1   | –   | 16    | 7          |     |     |     |      |     |
| 10 Sep 2024     | Red C/Business Post               | 1,004           | 18          | 18                                 | 23    | 4    | 4    | 6    | 3     | 4   | 4   | 15    | 5          |     |     |     |      |     |
| Elecciones 2020 | Elecciones 2020                   | Elecciones 2020 | 24.5        | 22.2                               | 20.9  | 7.1  | 4.4  | 2.9  | 2.6   | 1.9 | –   | 13.5  | 2.3        |     |     |     |      |     |

## Resultados

### Globales
|  | 21.86 % |

|  | 19.01 % |

|  | 20.80 % |

|  | 4.81 % |

|  | 4.65 % |

|  | 3.55 % |

|  | 2.84 % |

|  | 3.91 % |

|  | 3.04 % |

|  | 0.31 % |

|  | 0.67 % |

|  | 0.35 % |

|  | 0.30 % |

|  | 0.23 % |

|  | 0.15 % |

|  | 0.13 % |

|  | 0.09 % |

|  | 0.04 % |

|  | 0.03 % |

|  | 0.02 % |

|  | 13.20 % |

|  | 60.12 % |